# Wisseldrank

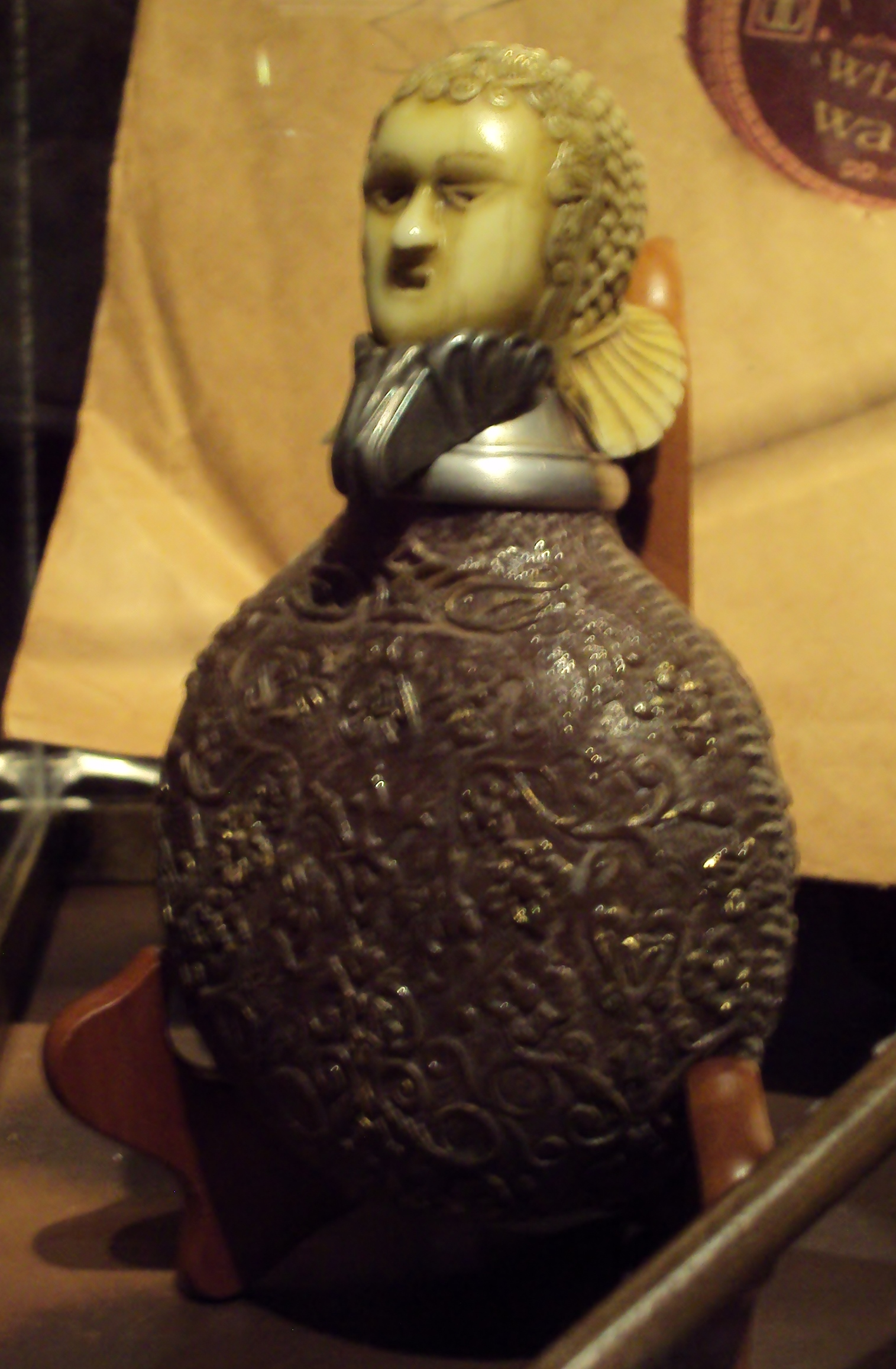
Flesje waar Bartolomeus Krenck Jr. Wisseldrank in doet om zo de gedaante aan te nemen van Alastor Dolleman (Harry Potter en de Vuurbeker)

Wisseldrank (Engels: Polyjuice Potion) is een toverdrank die voorkomt in de Harry Potterboekenserie van J.K. Rowling.
Het is een moeilijke drank om te maken, maar als hij gereed is heeft hij verbluffende eigenschappen.
Als men een slok Wisseldrank neemt, verandert men in een van tevoren uitgekozen persoon. Daarbij is het wel belangrijk dat men als laatste ingrediënt een deel van die persoon aan de drank toevoegt (bijvoorbeeld een haar of een nagel). Na het opdrinken van de drank krijgt men één uur lang een andere gedaante. Ook eigenschappen als stemgeluid en gezichtsvermogen veranderen mee. Als het uur om is, verandert men weer in de eigen gedaante.

## Gebeurtenissen in de boeken waarbij Wisseldrank gebruikt wordt
- In het tweede jaar proberen Harry en Ron te veranderen in Korzel en Kwast. Hermelien Griffel probeert zich ook te transformeren, maar door een fout in de drank verandert zij in een kat.
- In het vierde jaar blijkt dat Bartolomeus Krenck Jr. en zijn moeder elkaars gedaante aan hebben genomen om zo Barto Jr. uit Azkaban te laten ontsnappen.
- In het vierde jaar neemt Bartolomeus Krenck Jr. een groot deel van het jaar de gedaante aan van Alastor Dolleman.
- In het zesde jaar nemen Vincent Korzel en Karel Kwast de gedaante aan van twee meisjes, zodat ze niet opvallen bij het bewaken van een deur.
- In het zevende jaar nemen zes mensen een wisseldrank met een haar van Harry Potter in, zodat er zeven Harry Potters zijn, opdat Harry zelf goed vervoerd kan worden naar een veilige plek.
- In het zevende boek gebruiken Harry, Ron en Hermelien de drank tevens met enkele haren van medewerkers van het Ministerie van Toverkunst om in het ministerie te kunnen binnendringen.
- In het zevende boek gebruikt Hermelien Wisseldrank om de gedaante van Bellatrix van Detta aan te nemen. Zo probeert ze in de kluis van haar te komen om de beker van Helga Huffelpuf te pakken te krijgen.

## Ingrediënten
- Gaasvliegjes
- Bloedzuigers
- Wolfsmelk
- Varkensgras
- Een gemalen hoorn van een tweehoorn
- Een geraspte huid van een boomslang
- Een deel van het lichaam van de persoon waarin men wil veranderen, zoals een haar of een nagel.